# Oreochromis saka
Oreochromis saka är en fiskart som först beskrevs av Lowe, 1953.  Oreochromis saka ingår i släktet Oreochromis och familjen Cichlidae. Inga underarter finns listade i Catalogue of Life.